# Micaela Alegría
Micaela Ramírez Martínez –més coneguda com a Micaela Alegria o Micaela R. Alegría– (Logronyo, 1843 — París, 1913) fou una artista de circ, amazona i empresària del Circo Ecuestre Barcelonés, i després del Tívoli, de Barcelona.
Micaela Ramírez destacava com a amazona de circ en la presentació dels cavalls en llibertat; actuà a Barcelona el 1874 amb la companyia d'Arsène Loyal, primer al Teatre Espanyol i després al Prado Catalán.

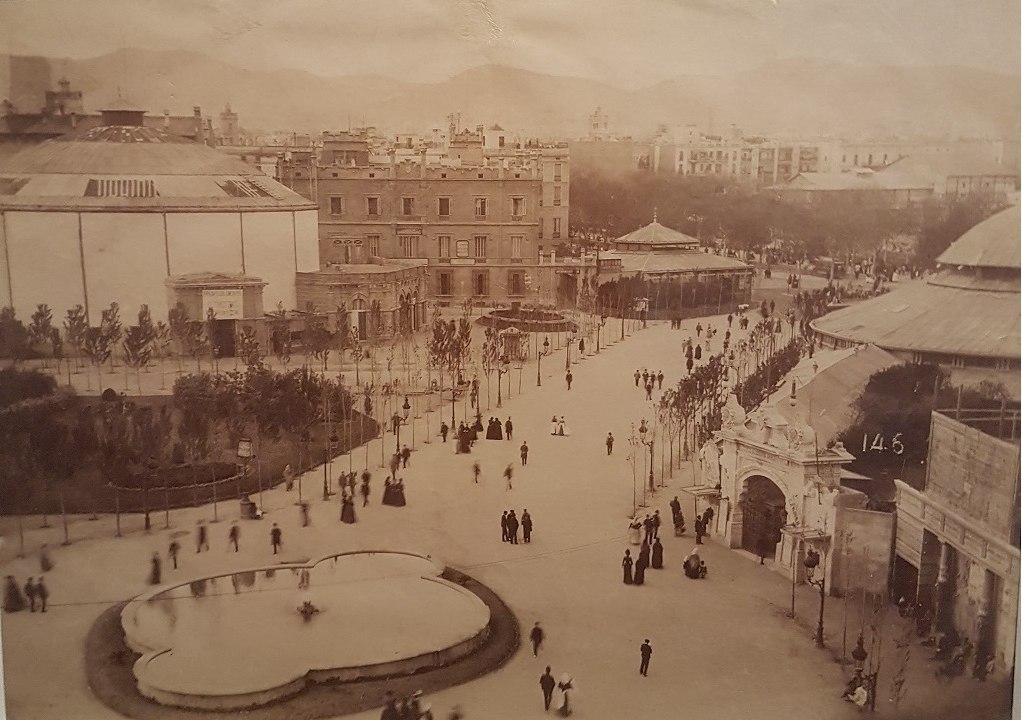
A la dreta, el Circ Eqüestre Barcelonès

El juliol de 1885 es casà amb l'empresari portuguès Gil Vicente Alegría. Junts van organitzar el primer circ estable de Barcelona, situat a la Plaça de Catalunya, amb el  nom de Circo Ecuestre Barcelonés i en el qual ella era una hàbil amazona –o écuyère. Va ser inaugurat el 21 de maig de 1879 i es mantingué obert fins al 1895. Com que les temporades de circ, dividides en dues parts, deixaven entremig uns mesos lliures, els espectacles també feien gira arreu d'Espanya i Europa. La companyia Alegria, dirigida per Micaela, rodava per Catalunya –Girona, Terrassa...–, visitava sovint el Circ Colón de Madrid i el seu homòleg de València, o els circs de Bilbao i de Saragossa, i les ciutats franceses o italianes.
Quan va ser enderrocat, després de setze anys, va trobar un nou local adaptant el teatre Tívoli, de Barcelona. El nou Circ Eqüestre Tívoli era inaugurat el 8 de maig de 1897, dirigit per Micaela Alegria, que n'assumí la direcció durant onze temporades. Després de la mort del seu marit, el 1908, es traslladà a París, on residí fins a la seva mort.
Tingué sis fills, alguns dels quals es dedicaren a l'espectacle circense, Luísa, Enriqueta, Antonio, Clotilde, María i Emilia, dues de les quals emparentaren amb la família Briatore, una altra nissaga del món del circ.